# Partido Comunista de Nepal (Amatya)
El Partido Comunista de Nepal (Amatya) fue un partido político comunista de Nepal.
Surgió en 1962 de una escisión de Partido Comunista de Nepal, cuando el líder de la facción seguidora del PCUS soviético, Keshar Jung Rayamjhi, fue expulsado. En 1989 formó parte del Frente Unido de la Izquierda. Fracasó en las elecciones de 1991 al no obtener ningún diputado. Unido a otras facciones, conformó el Partido Comunista de Nepal (Unidad) pero se separó en 1994 para integrarse definitivamente en el Partido Comunista de Nepal (Marxista-Leninista Unificado).
- Datos: Q1779806